# Călinești (Bucecea), Botoșani
Călinești este o localitate componentă a orașului Bucecea din județul Botoșani, Moldova, România.

## Istoric
Tradiția spune că, în urmă cu câteva secole, satul se afla pe șesul Siretului și, mai apoi, s-a mutat pe dealul unde se află și astăzi. Prima clădire de pe acest meleag a fost curtea boierilor Miclescu, refăcută în 1711 de Gavril Miclescu, mare logofăt al Moldovei (1650-1741), iar pământurile se întindeau între hotarul satului Cucorăni și până pe malul Siretului, precum și peste Siret până în hotarul cu Burdujeni. Se numeau moșiile Miclescu, iar satul Siminicea împărțit în două se chema Siminicea Valoș și Siminicea Miclești. Satul Călinești se găsea la locul numit Prisaca și avea circa 40-50 de case, locuitorii lucrând toți pe moșia boierului Miclescu.
Denumirea satului s-ar fi dat după două versiuni: una în memoria primului locuitor, Călina, iar alta că poartă numele IPS Calinic - mitropolit al Moldovei - fiul lui Scarlat Miclescu și nepotul lui Constantin Miclescu (1754-1833), cel care a ridicat, în 1813, actuala biserică din Călinești.
Satul nu era dotat cu nici un local pentru școală, așa că din trei în trei ani se tot mută de la o casă la alta. Se mai păstrează una din aceste vechi locuințe în care în prezent stă văduva Tasia Spoială. Un locuitor al comunei, Grigore Gheorghiu – învățător -, a fost primul cadru didactic calificat și a funcționat înainte de anul 1900 în Călinești. Prima școală a fost ridicată în anii 1937-1938, în timpul guvernului lui Gheorghe Tătărăscu. În timpul răscoalei din 1907 au venit țăranii din alte sate cu gânduri rele și au fost convinși să se retragă de către Ion Miclescu, împreună cu locuitorii satului Călinești.
În prezent, satul Călinești aparține de orașul Bucecea și cunoaște o dezvoltare asemănătoare satelor românești de astăzi.  

## Obiective turistice
- Biserica Sfântul Nicolae din Călinești-Bucecea - monument istoric ctitorit în anul 1813 de vornicul Costache Miclescu

## Personalități
- Nicolae Stoleru (1878-1916) - învățător la Școala din Baia (1904-1916), întemeietorul Cercului "Deșteptarea Sătenilor", al foii "Vestitorul Satelor", Caselor de Sfat și Cetire și Asociației Învățătorilor din jud. Baia; născut la Călinești și mort eroic în luptele din Munții Călimani